# Tadeusz Ulatowski

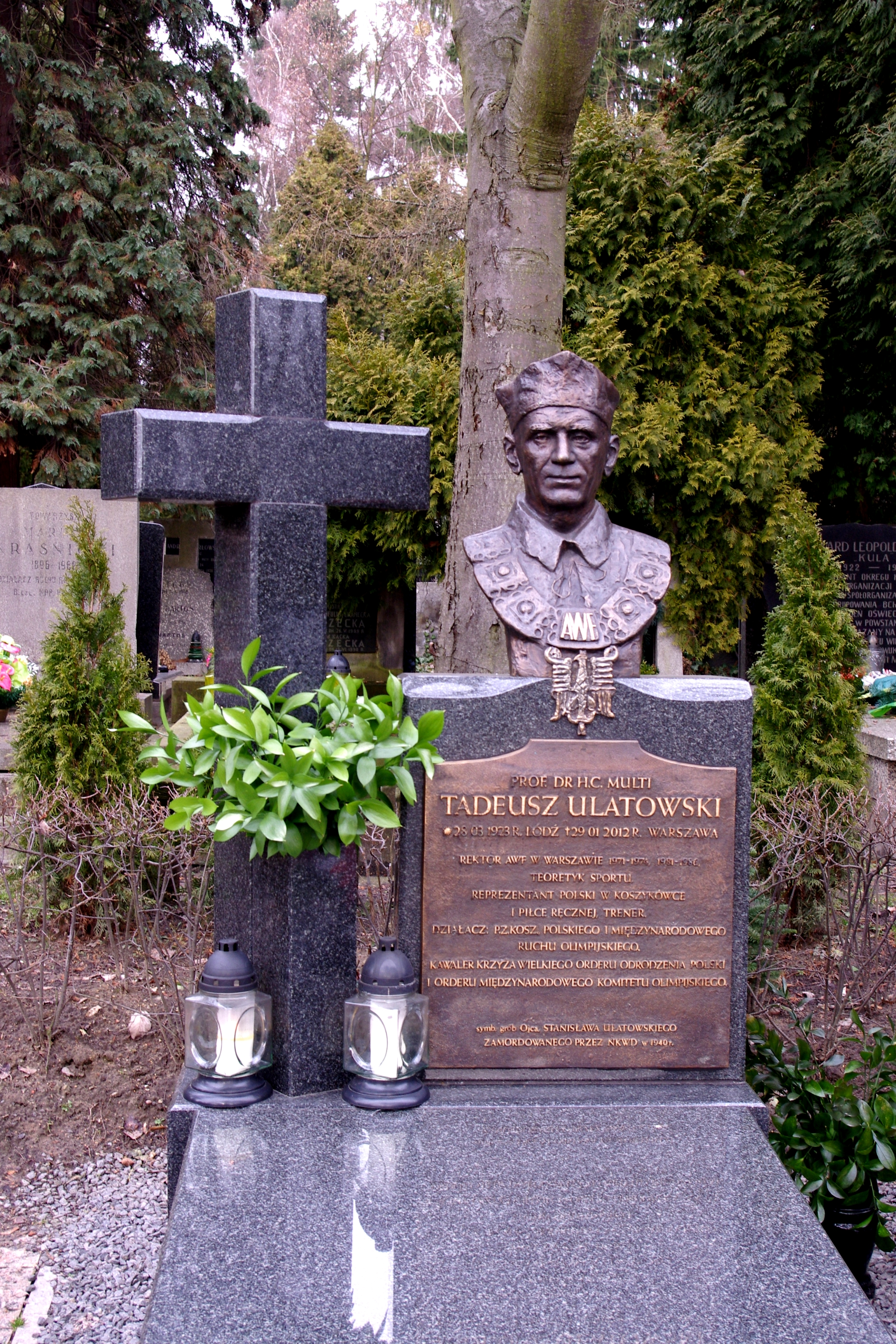
Grób trenera Tadeusza Ulatowskiego na Wojskowych Powązkach w Warszawie

Tadeusz Ulatowski (ur. 28 marca 1923 w Łodzi, zm. 29 stycznia 2012 w Warszawie) – polski trener i działacz sportowy, profesor nauk o kulturze fizycznej (1980), w młodości reprezentant i mistrz Polski w koszykówce.

## Zawodnik
Zawodnik AZS Warszawa, z którym zdobył mistrzostwo Polski w 1947, następnie YMCA Łódź, z którym sięgnął po mistrzostwo Polski w 1948 i wicemistrzostwo w 1949. Reprezentant Polski w koszykówce w latach 1947-1949. Uczestniczył w ME w 1947, zajął wraz z kolegami szóste miejsce. Nie wiadomo w ilu meczach zagrał, zdobył 13 punktów. Łącznie w latach 1947-1949 zagrał w reprezentacji Polski 25 razy.

## Trener
W latach 1951–1959 był trenerem męskiej drużyny koszykarskiej Legii Warszawa. Poprowadził ją do mistrzostwa Polski w 1956 i 1957, wicemistrzostwa w 1953 i 1958 oraz brązowego medalu w swoim debiucie w sezonie 1951/1952.  Prowadził tak znanych zawodników jak Władysław Pawlak, Andrzej Pstrokoński. W 1952 poprowadził razem z Florianem Grzechowiakiem kobiecą reprezentację Polski do 5 miejsca w mistrzostwach Europy. W latach 1951–1953 był także trenerem męskiej reprezentacji Polski w koszykówce.

## Działacz
Od 1954 działacz Polskiego Komitetu Olimpijskiego, m.in. przewodniczący komisji sportowej (1964–1984), wiceprezes PKOL (1980–1988). Członek Głównego Komitetu Kultury Fizycznej i Sportu oraz Polskiej Federacji Sportu. Członek założyciel Polskiego Towarzystwa Naukowego Kultury Fizycznej i prezes towarzystwa w latach 1997-2007. Od 1987 był członkiem Obywatelskiego Konwentu Konsultacyjnego przy przewodniczącym Rady Narodowej m. st. Warszawy.

## Pracownik naukowy
Od 1953 do 1971 pracownik naukowy Instytutu Naukowego Kultury Fizycznej w Warszawie, w latach 1962–1968 organizator i kierownik Zakładu Teorii Sportu tamże. Po połączeniu INKF z AWF w Warszawie, pracownik naukowy tej uczelni (1971–1993), kierownik Zakładu Teorii Sportu na AWF (1971–1984). W latach 1971–1974 i 1981–1987 rektor AWF. Redaktor czasopisma Sport wyczynowy, autor i redaktor wielu publikacji, m.in. Gry sportowe zespołowe (1968), Teoria i metodyka sportu (ed. 1971, 1979, 1980). Członek Komitetu Nauki o Kulturze Fizycznej PAN (1979-1981) oraz Centralnej Komisji Kwalifikacyjnej ds. Tytułów i Stopni Naukowych (1987–1993). Doktor honoris causa AWF we Wrocławiu (1998) i w Gdańsku (2009).

## Odznaczenia
Postanowieniem prezydenta RP Lecha Kaczyńskiego z 19 grudnia 2008 „w uznaniu wybitnych zasług w działalności na rzecz rozwoju kultury fizycznej i sportu, za osiągnięcia w pracy dydaktycznej i organizatorskiej” został odznaczony Krzyżem Wielkim  Orderu Odrodzenia Polski.
Pochowany w Alei Zasłużonych na cmentarzu Powązki Wojskowe w Warszawie (kwatera A29-tuje-12).